# パイオニア P-1

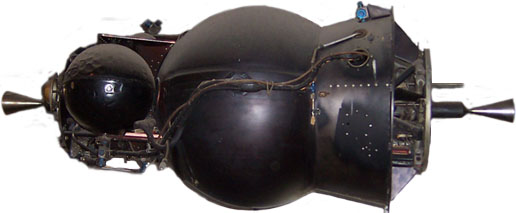
Able IV。世界初の宇宙エンジンである

パイオニア P-1（Pioneer P-1）はパイオニア計画における失敗したミッション。元々は金星フライバイミッションを予定していたが、後に月周回ミッションに変更された。
探査機はTVカメラと磁力場センサーを搭載し、スピン安定制御で、「paddlewheel（外車）」スペースクラフトとして知られていた。この直径1mの球状の探査機に推進モジュール（Abel IV）を取り付け、アトラスCロケットが探査機を打ち上げる予定だった。しかし打上げ前の1959年9月24日、試験中にロケットが爆発した。
この時ロケットにペイロードは搭載されていなかったので、探査機自体は後のパイオニア P-3ミッションで打ち上げられた。